# Pribylina
Pribylina (allemand : Priblitz, hongrois : Pribilina) est un village de Slovaquie situé dans la région de Žilina.

## Histoire
La première mention écrite du village date de 1286.

## Démographie

### Évolution de la population
| Année:               | 1994. | 2004.   | 2014.   | 2024.   |
| -------------------- | ----- | ------- | ------- | ------- |
| Nombre de personnes: | 1336  | 1362    | 1329    | 1316    |
| Différence:          |       | +1,94 % | -2,42 % | -0,97 % |

| Année:               | 2023. | 2024.   |
| -------------------- | ----- | ------- |
| Nombre de personnes: | 1325  | 1316    |
| Différence:          |       | -0,67 % |